# 華融投資股份
華融投資股份有限公司，（英語：Huarong Investment Stock Corporation Limited，港交所除牌前：2277.HK），是中国华融资产管理股份有限公司旗下香港上市的綜合投融資方案提供商。公司前稱為震昇工程控股有限公司，於2014年12月在香港聯合交易所主板上市，2016年11月正式更名為華融投資股份有限公司。公司主要業務為：（i）直接投資於股票、債券、基金、衍生工具及其他金融產品；（ii）金融服務及其他業務（包括但不限於融資租賃及放債）；（iii）地基及下層結構建築服務。
華融投資股份在2014年12月29日於港交所主板上市。招股價為0.6港元，集資額為6580萬港元，發售股份為2.575億股，總超額認購為27倍。
華融投資股份從2016年9月份開始開展投融資業務，主營業務由工程業務向投融資業務轉型。
截至2016年12月31日期內的收益及經營收入總額達約6.86億港元，較截至2016年3月31日止年度減少約13.4%，主要受到公司原有的地基及下層結構建築服務業務收入減少所影響，但去年期內盈利在新增直接投資業務和金融服務的帶動下，實現了257.9%的增長，達約1.56億港元。每股基本盈利為13.1港仙，同比增長211.9%。

## 連結
- cseng.com.hk （页面存档备份，存于）